# Episteme

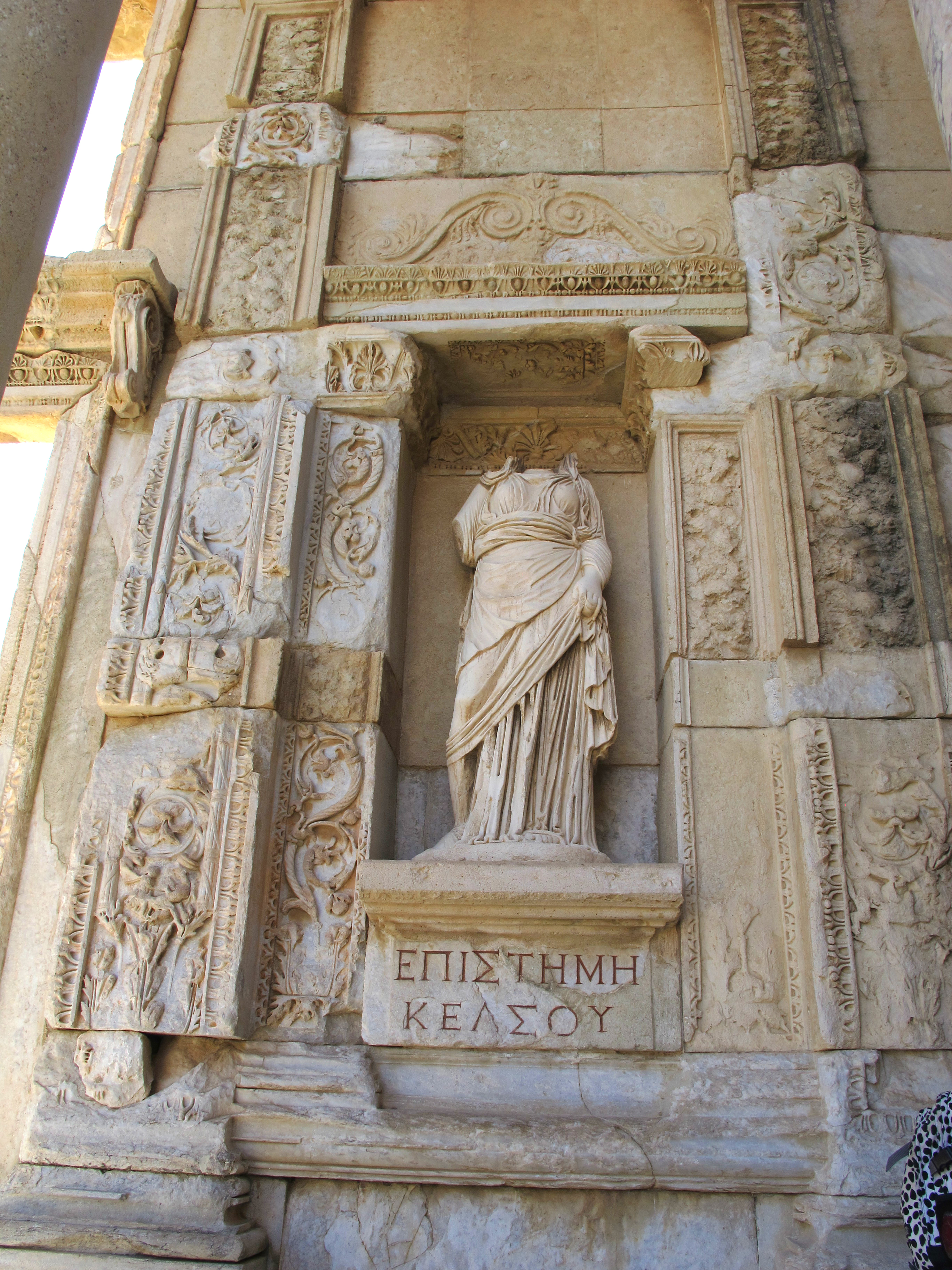
Diosa Episteme en la biblioteca de Celso en Éfeso (original en el museo de Éfeso en Viena)

Episteme es un término que etimológicamente procede del griego ἐπιστήμη epistḗmē que viene de 'conocimiento' o 'ciencia', clásicamente los pensadores griegos hacían una distinción entre episteme y τέχνη téknē o 'técnica'.

En la terminología de Platón, episteme significa conocimiento en tanto «conocimiento justificado como verdad», a diferencia del término «doxa», que se refiere a la creencia común o mera opinión.

La palabra epistemología significa el estudio de la teoría del conocimiento y es obtenida de episteme.

## El concepto clásico de episteme
Para Platón y Aristóteles episteme es un concepto de conocimiento universal que es verdad por necesidad. En este sentido, los objetos de la episteme no pueden cambiar. Para Platón, estos objetos existen en el mundo de las ειδοι (Especie) o ideas. Para Aristóteles, la episteme es el resultado de un razonamiento lógico a través del silogismo. En contraste con el conocimiento cierto que es la episteme, la doxa puede ser cierta en algunos casos, pero falsa en otros. Episteme en este sentido clásico, a menudo se traduce al castellano (así como en otros idiomas como el inglés) como ciencia o conocimiento científico.

## La episteme en Platón
Platón expone su teoría del conocimiento en el diálogo La república, subdividiendo todos los varios niveles de conocimiento del siguiente modo:
| Dualismo epistemológico                | Dualismo epistemológico                | Dualismo epistemológico                       | Dualismo epistemológico                       |
| -------------------------------------- | -------------------------------------- | --------------------------------------------- | --------------------------------------------- |
| conocimiento sensible u opinión (δόξα) | conocimiento sensible u opinión (δόξα) | conocimiento inteligible o ciencia (ἐπιστήμη) | conocimiento inteligible o ciencia (ἐπιστήμη) |
| imaginación (εἰκασία)                  | creencia o fe (πίστις)                 | pensar discursivo (διάνοια)                   | intuición (νόησις)                            |

La episteme para Platón representa la forma más cierta de conocimiento, la que asegura un saber verdadero y universal. Esto puede ser obtenido de dos modos: a través del razonamiento (dianoia) o, a través de la intuición (noesis), que son en cierto modo complementarios entre ellos, sin embargo Platón considera a la intuición o noesis como superior a la primera.

Se trata, en efecto, de un saber interiorizado, no trasmisible a las palabras (se notan los ecos de la mayéutica socrática), que tiene su fundamento, pero también su límite, en la esfera ontológica e intuitiva de las ideas. Por esto es accesible solo a unos pocos.

## La episteme en Aristóteles
Como en Platón, también para Aristóteles la episteme representa la forma de conocimiento más cierto y veraz, contrapuesta a la opinión o doxa. Sin embargo Aristóteles distingue dos líneas cognoscitivas: en el nivel más elevado se encuentra la intuición intelectual, capaz de lo universal de las realidades empíricas, esto se da cuando el intelecto humano, dejando de limitarse a solo recibir pasivamente las impresiones sensoriales desde los objetos, desarrolla un papel activo que le permite avanzar más allá de sus particularidades y así captar la esencia en acto. 

El segundo procedimiento es aquel de la lógica formal, del cual Aristóteles ha sido el primer teorizador en Occidente, y por él enunciada en la forma deductiva del silogismo. Sin embargo es menester precisar que Aristóteles colocaba al intelecto por sobre la misma racionalidad silogística: solo el intelecto, en efecto, está capacitado de proveer los principios válidos y universales, de los cuales el silogismo obtendrá conclusiones coherentes con las premisas. Según Aristóteles la lógica por sí sola no puede dar la epistème, porque no da garantía de verdad: en efecto, si las premisas son falsas también la conclusión será falsa.

[...] principio de todo es la esencia: de la esencia, en efecto, parten los silogismos.
Aristóteles - Metafísica VII, 9, 1034a, 30-31

Aquel que define, entonces, ¡como podrá también probar [...] la esencia? [...] no se puede decir que el definir algo consista en desarrollar una inducción a través de los particulares casos manifiestos, estableciendo por esto que el objeto en su totalidad debe compartirse de un cierto modo [...] Quien desarrolla una inducción, en efecto, no prueba qué cosa es un objeto, aunque muestra que eso es, o sino que no es. En realidad, no se demostrará cierta la esencia con la sensación, se la mostrará con un dedo [...] más aún, parece que la esencia de un objeto no puede llegar a ser conocida ni mediante una expresión definitoria ni mediante una demostración .
Aristóteles - Analíticos segundos II, 7, 92a-92b

Y renegando del innatismo de Platón, Aristóteles afirma que 

la sensación en acto tiene por objeto cosas particulares, mientras que la ciencia tiene por objeto los universales  y estos son, en cierto sentido, en el alma misma.
Aristóteles - Sobre el alma II, V, 417b

De estos pasos emergen como los primeros principios sobre los que Aristóteles entiende se funda el conocimiento y que no son abordables por la experiencia ni por un razonamiento demostrativo; desde este punto de vista son similares a las ideas de Platón. La inducción de la que Aristóteles habla, la epagoghé, parece no tener el mismo significado que ha tomado la epistemología contemporánea (según la cual ella daría garantía de verdad por el hecho de saber formular leyes universales partiendo de casos particulares). Para Aristóteles la inducción es por ende un grado preparatorio hacia la intuición intelectual, no siendo para Aristóteles un pasaje lógico necesario que conduzca desde los (objetos) particulares a los universales. La lógica aristotélica, en efecto, es solo deductiva, una "lógica inductiva" sería para él una contradicción en términos.
En la cima de la episteme, para Aristóteles, se encuentra por lo tanto solo la intuición intelectual, tipo de intuición que no solo es capaz de dar un fundamento universal y objetivo a los silogismos sino que conlleva también a una experiencia contemplativa, típica de un saber en sí mismo que para este filósofo constituía la quintaesencia de la sabiduría.
Aristóteles define la episteme con estas palabras:

Lo que la ciencia [episteme]  es ... va a quedar claro desde el siguiente argumento: Todos asumimos que lo que sabemos no puede ser de otra manera  que la que es, mientras que en el caso de las cosas que pueden ser de otra manera [doxas], cuando han pasado de nuestro ver  ya no podemos decir si existen o no. Por lo tanto, el objeto del conocimiento científico es por necesidad. Por lo tanto, es eterno ... La inducción  nos introduce en los principios básicos y universales, mientras que la deducción  se inicia desde los universales ... Así la episteme es un estado demostrativo, (es decir, un estado de ánimo capaz de demostrar lo que sabe) ... es decir, una persona  tiene el conocimiento científico [episteme] porque los primeros principios son conocidos por ella y así su creencia está condicionada en cierta manera, y , porque si ya no son más conocidos por ella, por la conclusión extraída de ellos obtendrá sólo incidentalmente conocimiento [serán doxa] -. Esto puede servir como una descripción de los conocimientos científicos.

## La concepción del saber hasta Hegel
El concepto griego de episteme fue sustancialmente identificado por los filósofos occidentales con la "ciencia": la palabra episteme devino como sinónimo de un saber cierto y absoluto al cual solo el conocimiento científico podría acceder.

Durante la escolástica y luego de ella, hasta Nicola Cusano (Nicolás de Cusa) y Baruch Spinoza, tal tipo de conocimiento era considerado posible merced a un acto intuitivo de naturaleza suprarracional.
También Fichte y Schelling hicieron del Yo el principio absoluto al cual conduce la entera realidad, que para la razón podía así devenir objeto de la ciencia. Sin embargo en estos la razón se limitaba a reconocer pero no a reproducir el acto creativo con el cual el sujeto disponía al objeto, lo cual quedaba entonces como prerrogativa de una suprema y transcendente intuición intelectual, será en cambio con Hegel que la razón misma deviene creadora, atribuyéndose el derecho de establecer qué cosa es real y que cosa no lo es. «Aquello que es real es racional» será la suma del pensar hegeliano: vale decir que un objeto existe en la medida en que es racional, aquello que es incluible en una categoría lógica.
El inmanentismo de Hegel expresaba una concepción del saber como autoconsciencia y conocimiento de sí de parte de Espíritu Absoluto que implicaba la transcendencia y en el cual el humano y la divinidad se confundían y se identificaban. Este proceso de autoconocimiento, que parte de la Idea adviene en la Historia, entendida la misma como una sucesión de etapas y eventos históricos que señalan y caracterizan la utoconciencia del Espíritu (Geist) a través de tres momentos dialécticos: tesis, antitesis y síntesis-o para decirlo más propiamente, con vocablos no fichtianos que Hegel nunca usó en su obra: afirmación, negación y negación de la negación-. Se trata entonces de un proceso en espiral en el cual la consciencia absoluta o episteme se encuentra al final, no al inicio, y es el resultado de una mediación y de una interacción lógica. La última etapa de la evolución y del progreso del Geist o Espíritu y que Hegel consideraba implícitamente era el estado prusiano "que se autoconoce como identificación entre hombre, Estado y Geist, autoconocimiento a cuya semblanza final llega la Idea".

## La episteme en Foucault
Michel Foucault reintroduce el concepto de episteme en su célebre libro Las palabras y las cosas (1966). Es Foucault quien le da la connotación posmoderna y aún más vigente a la palabra episteme. En tal concepción, la episteme aparece como el marco de saber acorde a determinada "verdad" impuesta desde un poder en cada época. De este modo sugiere que es muy difícil que la gente pueda entender o concebir las cosas y las palabras fuera del marco de la episteme epocal en que tal gente existe. El argumento fundamental de la interrogación de Foucault son los códices fundamentales que están en la base de una cultura, códices que influencian nuestra experiencia y nuestro modo de pensar.
Foucault dice que la arqueología de las ciencias humanas estudia los discursos de las varias disciplinas que son interrogadas proponiendo teorías sobre la sociedad, sobre el individuo y sobre el lenguaje.

El análisis de la arqueología de las ciencias humanas no está basado sobre la historia de las ideas o sus modelos científicos sino que es, sobre todo, un estudio que busca qué cosa ha hecho posible conocimientos y teorías y sobre cuáles bases se ha constituido y sobre cuáles a prioris históricos han salido a la luz ciertas ideas, se han desarrollado ciertas ciencias y se han creado ciertas filosofías.
Entonces, cuando Foucault habla de episteme entiende que es hablar de cuáles a prioris históricos y cuáles códices fundamentales se han desarrollado en una cierta cultura y cuáles conjuntos de relaciones se encuentran en la base de una época dada.
El objetivo que se propone Foucault es aquel de descubrir qué sistemas epistémicos se "contradistinguen" en el pensamiento occidental. Según Foucault existe una discontinuidad entre las épocas históricas occidentales e individualiza las tres principales: Edad Clásica, Renacimiento, y Modernidad.

## Episteme y escrituras
Tras la develadora relación que Foucault hace entre las escrituras y sus "códices", códices que establecen epistemes de varias culturas como formas relativas de la verdad (y del saber) mediatizadas según los poderes de turno varios otros pensadores se han dedicado a estudiar la relación de la escritura con la epistémica:
Desde la psicología, Gordon Wells (1987) explora el concepto de lo escrito e identifica cuatro niveles de uso, que no se deben considerar exactamente funciones en el sentido lingüístico: ejecutivo, funcional, instrumental y epistémico.
- El más básico es el ejecutivo, que se refiere al control del código escrito, a la capacidad de codificar y descodificar signos gráficos.
- El funcional incluye la comunicación interpersonal y exige el conocimiento de los diferentes contextos, géneros y registros en que se usa la escritura.
- El instrumental corresponde al uso de la lectoescritura como vehículo para acceder al conocimiento científico y disciplinario.
- Y el epistémico se refiere al uso más desarrollado cognitivamente, en el que el autor, al escribir, transforma el conocimiento desde su experiencia personal y crea ideas.

La taxonomía (clasificación científica) de funciones lingüísticas de M.A.K. Halliday (1973) distingue dos categorías en el nivel epistémico: el uso heurístico y el imaginativo.

Florian Coulmas (1989, Págs.13-14) se refiere a esta última función como estética, además de incluir otra con la denominación de control social.
Después de estas consideraciones, podemos distinguir y clasificar los siguientes tipos de funciones:
La primera distinción será entre usos individuales (intrapersonales) o sociales (interpersonales):
- Intrapersonales: el autor del escrito y su destinatario son la misma persona. Las principales funciones son:
  - Registrativa: la escritura permite guardar información sin límite de cantidad o duración. Se trata de la función mnemotécnica más básica que utilizamos corrientemente cuando anotamos direcciones y teléfonos, compromisos en agendas o ideas que se nos ocurren en un momento imprevisto. Requiere dominio del código escrito y su correspondencia con los sonidos.
  - Manipulativa: al ser bidireccional y planificada, la escritura facilita la reformulación de los enunciados, según las necesidades y las circunstancias. No siempre reproducimos literalmente lo escuchado, leído, visto o pensado. Escribir permite elaborar la información. Así preparamos el guion de una charla, etc.
  - Epistémica: subiendo otro peldaño del desarrollo cognitivo, la manipulación de datos permite al autor generar opiniones e ideas que no existían antes de iniciar la actividad escritora. Escribir se convierte en una potente herramienta de creación y aprendizaje de conocimientos nuevos. Todos hemos experimentado el poder epistémico de la escritura en situaciones cotidianas. Al tener que explicar por carta a un amigo una situación complicada o comprometida.

Aunque ha de considerarse siempre que tal o cual episteme puede existir sin escrituras, pero sí desde grandes relatos (por ejemplo tradiciones orales), aunque las escrituras han sido y son un medio para reforzar las epistemes (las epistemes según la acepción foucaultiana).

### En relación con la episteme desde las tesis foucaultianas
- Paradigma (especialmente la noción epistemológica de paradigma científico aportada por Thomas Kuhn)
- Cosmovisión